# Brassage amateur
 (mars 2021).
Si vous disposez d'ouvrages ou d'articles de référence ou si vous connaissez des sites web de qualité traitant du thème abordé ici, merci de compléter l'article en donnant les références utiles à sa vérifiabilité et en les liant à la section « Notes et références ».
Pour les articles homonymes, voir brassage (homonymie).

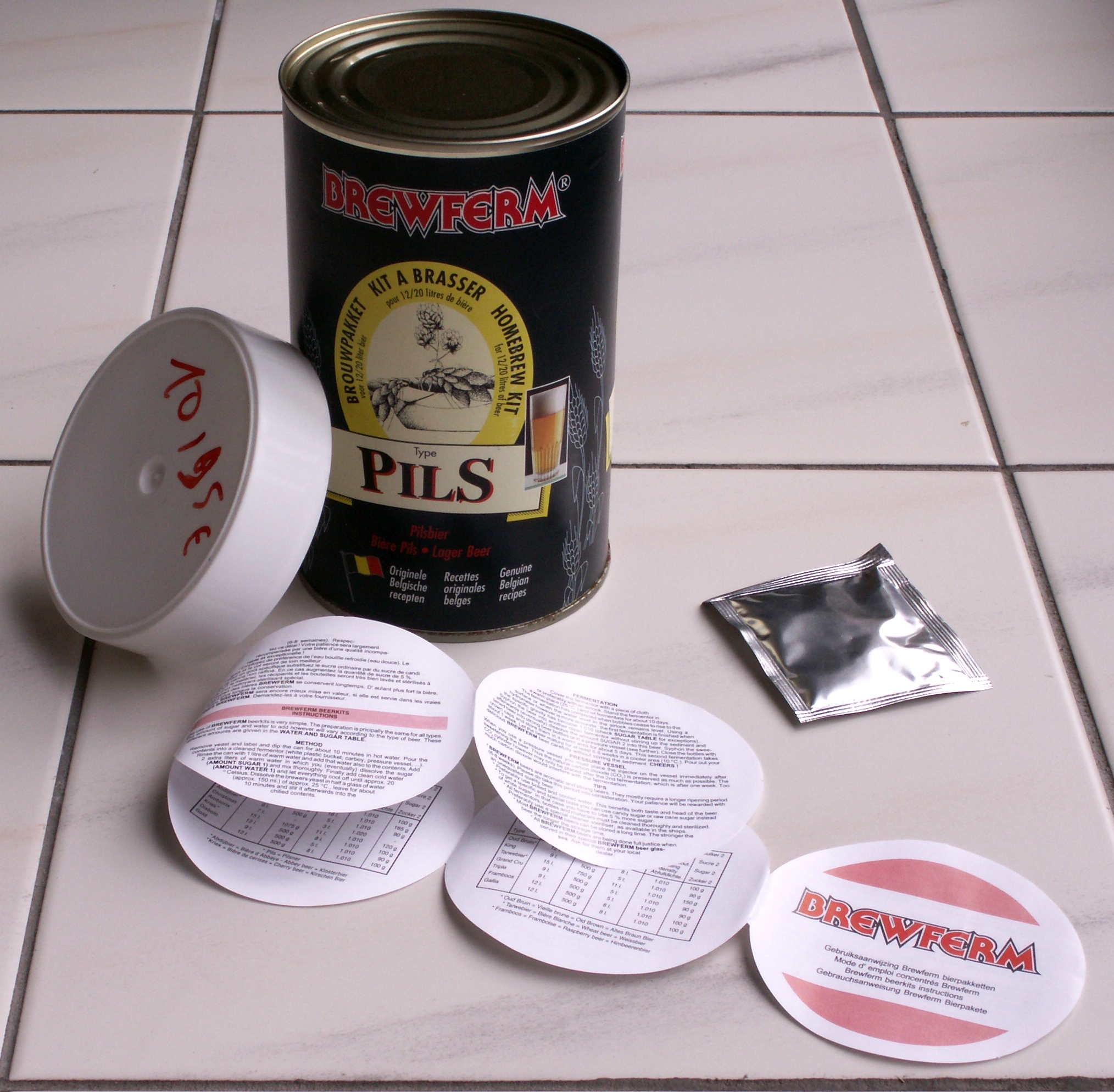
Kit de brassage amateur

Le brassage amateur, également connu au Québec sous l'anglicisme homebrewing, est un ensemble de techniques amateurs et d'outils adapté au brassage de la bière chez les particuliers.
Il existe des concours de brassage amateur.